# Камчатский 44-й пехотный полк
44-й пехотный Камчатский полк — пехотная воинская часть Русской императорской армии.
- Старшинство — 16 августа 1806 г.
- Полковой праздник — 25 сентября.

## Места дислокации
1820 — Кр. Бендеры. Полк входил в состав 16-й пехотной дивизии.

## Формирование полка
- 16.08.1806 г. — сформирован из одной гренадерской, 3-х мушкетерских рот Екатеринбургского мушкетерского полка и рекрутов Камчатский мушкетерский полк в составе 3-х батальонов.
- 22.02.1811 г. — Камчатский пехотный полк.
- 1811 г. — отдельно от полка сформирован Камчатский резервный (или рекрутский) батальон.
- 1813 г. — Камчатский резервный батальон поступил на формирование Бендерского полка.
- 28.01.1833 г. — присоединены 1-й и 3-й батальоны 36-го егерского и 2-й батальон Нашебурского пехотного полков. Назван Камчатским егерским полком и приведен в состав 6-ти батальонов: 4-х действующих и 2-х резервных.
- 14.07.1841 г. — одна рота отделена на формирование 4-го резервного батальона Кабардинского полка.
- 10.03.1854 г. — при полку сформированы 7-й и 8-й батальоны.
- 17.04.1856 г. — Камчатский пехотный полк.
- 23.08.1856 г. — 4-й батальон полка переименован в резервный, а 5-8-й батальоны расформированы, часть личного состава пошла на пополнение других батальонов, а часть уволена в бессрочный отпуск..
- 6.04.1863 г. — 4-й батальон и бессрочноотпускные 5-го и 6-го батальонов отчислены на формирование Каширского пехотного полка.
- 25.03.1864 г. — 44-й пехотный Камчатский полк.
- 3.12.1877 г. — за отличный внешний вид полка министра императорского двора генерал-адъютант граф А. В. Адлерберг пожалован шефом полка.
- 6.12.1877 г. — 44-й пехотный Камчатский генерал-адъютанта графа Адлерберга 2-го полк.
- 7.04.1879 г. — полк приведен в состав 4-х батальонов.
- 3.12.1888 г. — в связи со смертью шефа назван 44-м пехотным Камчатским полком.

Расформирован в январе 1918 года.

## Знаки отличия
1. Полковое знамя Георгиевское с надписью: «В вознаграждение отличного мужества и храбрости, оказанных в 1812, 1813 и 1814 гг. и за Севастополь в 1854 и 1855 годах» и «1806—1906». С Александровской юбилейной лентой. Высочайший приказ от 16.08.1906 г.
2. Серебряная труба с надписью: «В воздаяние отличных подвигов, оказанных в сражениях, бывших 1814 г. Января 17 при Бриен-Ле-Шато и 20 при селении Ла-Ротьер». Пожалованы две трубы 25.04.1815 г. Приказом № 96 от 1884 г. одна труба передана в 144-й пехотный Каширский полк.
3. Две Георгиевские трубы с надписью: «В воздаяние отличных подвигов, оказанных в сражениях, бывших 1814 г. Января 17 при Бриен-Ле-Шато и 20 при селении Ла-Ротьер и за отличие в Турецкую войну 1877 и 1878 годов». Пожалованы 17.04.1878 г.
4. Георгиевская труба с надписью: «За отличие в Турецкую войну 1877—1878 годов». Пожалована 17.04.1878 г.
5. Знаки на головные уборы с надписью: «За отличие». Пожалованы 6.04.1830 г. за русско-турецкую войну 1828 — 1829 гг.

## Шефы
- 24.08.1806 — 01.09.1814 — генерал-майор Тучков, Сергей Алексеевич
- 03.12.1877 — 03.12.1888 — генерал-адъютант граф Адлерберг, Александр Владимирович

## Командиры
- 15.02.1808 — 16.06.1808 — полковник Мещеряков, Демид Иванович
- 02.02.1809 — 02.07.1813 — подполковник Езерский, Осип Иванович
- 02.07.1813 — 06.10.1813[3] — майор Салманов, Захар Иванович
- 06.10.1813 — 01.10.1814 — подполковник Езерский, Осип Иванович
- 01.01.1816 — 14.04.1818 — полковник Костомаров, Сергей Андреевич
- 01.05.1818 — 26.12.1821 — подполковник Адамов, Гавриил Семёнович
- 26.12.1821 — 11.02.1826 — полковник Репнинский, Николай Яковлевич
- 11.02.1826 — 10.08.1837 — подполковник (с 24.01.1829 полковник, с 18.04.1837 генерал-майор) Лисецкий, Антон Григорьевич
- 10.01.1850 — 29.10.1855 — полковник (с 14.07.1855 генерал-майор) Голев, Иван Петрович
- 29.10.1855 — 17.10.1856 — командующий подполковник Колесников, Яков Петрович
- 29.11.1856 — 13.10.1859 — полковник Оклобжио, Иван Дмитриевич
- 13.10.1859 — 06.01.1863 — полковник Крылов, Евгений Никитич
- 06.01.1863 — 17.06.1863 — полковник Шапка, Антон Викентьевич
- 17.06.1863 — 13.08.1864 — полковник князь Куриятович-Курцевич, Пётр Антонович
- 13.08.1864 — 16.11.1869 — полковник Суворов, Александр Николаевич
- 16.11.1869 — 26.10.1872 — полковник Мезенцов, Владимир Михайлович
- 26.10.1872 — 23.02.1873 — полковник Квицинский, Иосиф Онуфриевич
- 23.02.1873 — 11.11.1878 — полковник Шауман, Виктор Александрович
- 24.11.1878 — 16.02.1886 — полковник Длотовский, Константин Михайлович
- 09.03.1886 — 20.02.1891 — полковник Соколов, Александр Александрович
- 03.03.1891 — 18.08.1897 — полковник Милорадович, Николай Эммануилович
- 18.09.1897 — 16.01.1899 — полковник Стессель, Анатолий Михайлович
- 16.03.1899 — 08.10.1901 — полковник Горбатовский, Владимир Николаевич
- 08.10.1901 — 28.12.1905 — полковник Рудницкий, Дарий Аполлонович
- 03.02.1906 — 16.06.1910 — полковник Геник, Иван Адамович
- 02.08.1910 — 28.11.1914 — полковник Май-Маевский, Владимир Зенонович
- 28.11.1914 — 25.12.1916 — полковник (с 25.08.1916 генерал-майор) Мартынюк, Илья Сильвестрович
- 03.01.1917 — хх.хх.хххх — полковник Житкевич, Антоний Александрович